# Michał Marczak
Michał Marczak (ur. 20 września 1886 w Grywałdzie, zm. 18 listopada 1945 w Dzikowie) – polski historyk, bibliotekarz-archiwista, etnograf, pedagog i publicysta, związany przez wiele lat ze zbiorami Tarnowskich na zamku w Dzikowie.

## Życiorys
Michał Marczak (w literaturze używane jest również nazwisko Marczak-Oborski) urodził się w Grywałdzie w powiecie nowotarskim. Był synem Wojciecha i Katarzyny z Kowalczyków-Prawdzianki. Po ukończeniu szkoły powszechnej w rodzinnej miejscowości, w 1900 roku rozpoczął naukę w I Państwowym Gimnazjum w Nowym Sączu. Już w gimnazjum realizował swe pasje: zaangażował się między innymi w organizację w Grywałdzie biblioteki Towarzystwa Oświaty Ludowej z Krakowa i w 1907 roku został mianowany jej kierownikiem. W tym samym roku napisał do biskupa tarnowskiego Leona Wałęgi memoriał (po łacinie), w którym postulował odnowienie parafii w Grywałdzie, powołując się na wykazane w badaniach historycznych istnienie tejże w średniowieczu. Egzamin maturalny zdał 25 maja 1908 roku.
Do 1913 roku studiował historię i geografię na Wydziale Filozoficznym Uniwersytetu Jagiellońskiego. Jednocześnie podjął pracę zarobkową, początkowo w Żarkach, od 1910 roku na miejscu w Krakowie, między innymi przy opracowywaniu księgozbioru Czytelni Akademickiej, Biblioteki Czartoryskich i Biblioteki Polskiej Akademii Umiejętności. Po uzyskaniu absolutorium został zatrudniony jako bibliotekarz i archiwista w bibliotece Tarnowskich przez Zdzisława Jana Tarnowskiego, właściciela Dzikowa. 19 października 1918 roku ożenił się w Krakowie z Marią z Olesiów. Mieli dwoje dzieci: Halinę (Natalię) Bojarską-Wieczorkiewicz i Stanisława. Wnukiem był historyk Paweł Wieczorkiewicz.
Prace nad inwentaryzacją księgozbioru Tarnowskich, liczącego około 30 tysięcy tomów, trwały do 1930 roku. W nocy z 21 na 22 grudnia 1927 roku część zbiorów spłonęła w pożarze zamku dzikowskiego. Podczas gaszenia pożaru, pod nieobecność właścicieli, zginęło dziewięć osób. Michał Marczak kierował akcją ratowania zbiorów, z których ocalało około 60% starodruków, wszystkie rękopisy i około 75% nowych książek. Później opublikował artykuły poświęcone tym wydarzeniom, między innymi w „Czasie”, „Głosie Narodu” i „Dzienniku Poznańskim”.
W latach 1922–1923 zinwentaryzował i zabezpieczył bibliotekę parafialną w Miechocinie, za co otrzymał specjalne pismo dziękczynne od biskupa Józefa Sebastiana Pelczara. Od 1925 roku pracował równolegle jako nauczyciel w Państwowym Gimnazjum w Tarnobrzegu. Uczyła tam również jego żona. W latach 20. Michał Marczak opublikował szereg opracowań regionalnych, w tym poświęconych powiatowi tarnobrzeskiemu: Biblioteka Tarnowskich w Dzikowie (1921), Genealogia Ślepowronów Rybczyńskich z Wielowsi (1922), Drukarnie i druki tarnobrzeskie 1900-1924 (1924), Hetman Jan Tarnowski (1926), Zabytek dawnego szkolnictwa parafialnego w Miechocinie (1926), Obecny powiat tarnobrzeski w świetle metryk parafialnych z XVII. i XVIII. wieku (1928), Pozostałość dawnej kultury ludowej na tle dzisiejszej w powiecie tarnobrzeskim i w okolicy Koprzywnicy (1929). Był również współautorem Ilustrowanego Przewodnika po Pieninach i Szczawnicy (1927). Ponadto publikował w pismach ogólnokrajowych i regionalnych, między innymi „Archeionie”, „Przewodniku Bibliograficznym”, „Pamiętniku Świętokrzyskim”, „Wieściach Nadwiślańskich”, „Gazecie Podhalańskiej” i „Gazecie Podhala”. Był członkiem Rady Gminnej w Dzikowie. W 1929 roku uzyskał na Uniwersytecie Jagiellońskim tytuł doktora filozofii, na podstawie rozprawy Powiat tarnobrzeski pod rządami austriackimi.
W 1930 roku został wizytatorem szkolnym Polesia, kierownikiem oświaty pozaszkolnej w Brześciu oraz kierownikiem tamtejszej Centralnej Biblioteki Pedagogicznej. Zamieszkał tam wraz z rodziną. Podczas czteroletniego pobytu napisał Przewodnik po Polesiu (1935). Pod koniec 1934 roku został przeniesiony do Warszawy, na stanowisko radcy ministerialnego, kierownika Pracowni Oświaty dla Dorosłych Ministerstwa Wyznań Religijnych i Oświecenia Publicznego. Jednocześnie włączył się aktywnie w działalność Polskiego Towarzystwa Krajoznawczego, jako członek zarządu, prowadząc jego bibliotekę oraz uczestnicząc w redagowaniu „Słownika Geograficznego” i rocznika „Ziemia”. W 1938 roku opublikował autobiograficzne Dzieje pastuszka. Wiosną 1939 roku, wspólnie z kolejnym dziedzicem Dzikowa, Arturem Tarnowskim, opracował plan zabezpieczenia zbiorów dzikowskich na wypadek wojny.
We wrześniu 1939 roku odmówił ewakuacji wraz z personelem ministerstwa i pozostał w Warszawie. Kierował obroną przeciwlotniczą budynku ministerstwa przy Alei Szucha 25, zaś po zajęciu stolicy przez Niemców opiekował się pracownią biblioteczną aż do obsadzenia budynku przez gestapo. Podczas okupacji uczestniczył w tajnym nauczaniu, oficjalnie pracując jako nauczyciel w szkole powszechnej w Wilanowie. Jego dzieci uczestniczyły w pracy konspiracyjnej, oboje walczyli w powstaniu warszawskim. Córka Halina, ps. „Natalia” w 1943 roku poślubiła umierającego Wacława Bojarskiego. Tuż przed wybuchem powstania, w lipcu 1944 roku, Michał Marczak wyjechał do Dzikowa, zająć się ukrytymi zbiorami Tarnowskich i tam zastało go wkroczenie wojsk radzieckich i Ludowego Wojska Polskiego.
Po upaństwowieniu Dzikowa i usunięciu ostatniej właścicielki, Róży Tarnowskiej, pod koniec 1944 roku Michał Marczak został mianowany kustoszem zbiorów. Jego sytuacja, wobec zajmowania zamku przez wojska radzieckie, działalności szabrowników i obojętności władz, była niezwykle trudna. Pisał do władz memoriały w sprawie ochrony zbiorów i zabytkowego drzewostanu parku zamkowego. Zamieszkał na stałe w pobliżu zbiorów, aby móc ich bronić w razie potrzeby. Pracował także jako nauczyciel w liceum rolniczym w Dzikowie. Zmarł nagle 18 listopada 1945 roku, według orzeczenia lekarzy na atak serca. Został pochowany na cmentarzu w Tarnobrzegu.
Jego imieniem została nazwana jedna z ulic na tarnobrzeskim osiedlu Dzików. Jest również patronem Miejskiej Biblioteki Publicznej w Tarnobrzegu.